# Ĉ
Cette page contient des caractères spéciaux ou non latins. S’ils s’affichent mal (▯, ?, etc.), consultez la page d’aide Unicode.
Ĉ (minuscule : ĉ), appelé C accent circonflexe, est une lettre utilisée dans l’écriture du bandial, de l’espéranto, du yukpa, et dans la romanisation du cyrillique ISO 9. Elle est formée de la lettre C diacritée d’un accent circonflexe.

## Utilisations
En espéranto, Ĉ est la quatrième lettre de l’alphabet (entre C et D) et représente le son /t͡ʃ/. En cas d’impossibilité d’utiliser cette lettre (par exemple si elle n’est pas disponible sur le clavier), elle peut être remplacée par ch (comme préconisé dans le Fundamento de Esperanto) ou cx.
En Colombie, Ĉ est utilisé dans le digramme ‹ ĉh › en yukpa central.
Dans la romanisation du cyrillique ISO 9, Ĉ est utilisé pour translittérer le tché barré verticalement ‹ Ҹ, ҹ ›.

## Représentations informatiques
Le C accent circonflexe peut être représenté avec les caractères Unicode suivants :
- précomposé (latin étendu A) :

| formes    | représentations | chaînes de caractères | points de code | descriptions                                 |
| --------- | --------------- | --------------------- | -------------- | -------------------------------------------- |
| capitale  | Ĉ               | Ĉ                     | U+0108         | lettre majuscule latine c accent circonflexe |
| minuscule | ĉ               | ĉ                     | U+0109         | lettre minuscule latine c accent circonflexe |

- décomposé (latin de base, diacritiques) :

| formes    | représentations | chaînes de caractères | points de code | descriptions                                             |
| --------- | --------------- | --------------------- | -------------- | -------------------------------------------------------- |
| capitale  | Ĉ               | C◌̂                    | U+0043 U+0302  | lettre majuscule latine c diacritique accent circonflexe |
| minuscule | ĉ               | c◌̂                    | U+0063 U+0302  | lettre minuscule latine c diacritique accent circonflexe |